# Nectarinia minulla
Nectarinia minulla é uma espécie de ave da família Nectariniidae.
Pode ser encontrada nos seguintes países: Camarões, República Centro-Africana, República do Congo, República Democrática do Congo, Costa do Marfim, Guiné Equatorial, Gabão, Gana, Libéria, Nigéria, Serra Leoa e Uganda.